# Pèrenoir de Porto Rico
Espèce
Statut de conservation UICN

 LC  : Préoccupation mineure
Le Pèrenoir de Porto Rico (Loxigilla portoricensis), aussi appelé Sporophille de Porto Rico, est une petite espèce de passereaux endémique de l’archipel de Porto Rico et un des trois membres du genre Loxigilla.

## Description
Le pèrenoir de Porto Rico a des plumes noires avec des zones rouges au-dessus des yeux, autour de la gorge et en dessous de la base de la queue. L’espèce mesure entre 17 et 19 cm et pèse environ 32 g.

## Habitats et répartition
L’espèce peut être rencontrée dans les forêts profondes de Porto Rico (dont la Forêt d'État de Guánica), à l’exception de l’extrémité est de l’île.

## Alimentation
Elle consomme des graines, des fruits, des insectes et des araignées. 

## Reproduction
Le nid est sphérique, avec une entrée sur le côté. On y trouve généralement 3 œufs vert clair.

## Systématique
Une sous-espèce, Loxigilla portoricensis grandis, endémique de l'île Saint-Christophe et de la Barbade, fut rencontrée pour la dernière fois en 1929 et est maintenant considérée comme éteinte,.